# به‌خاطر عشق پوپیا
به‌خاطر عشق پوپیا (ایتالیایی: Per amore di Poppea) یک فیلم کمدی سکسی سبک ایتالیایی به کارگردانی ماریانو لائورنتی است که در سال ۱۹۷۷ منتشر شد و ماجرای آن در روم باستان روی می‌دهد.

## گزیدهٔ بازیگران
- ماریا باکسا در نقش پوپیا سابینا
- اورسته لیونلو در نقش نرون
- رناتو کیانتونی در نقش سنکای جوان
- جانفرانکو دانجلو
- آلوارو ویتالی
- تونی اوچی
- تیبریو مورجا
- پائولا مائیولینی